# Влосань
Вло́сань (пол. Włosań) — село в Польше в сельской гмине Могиляны Краковского повета Малопольского воеводства.

## География
Село располагается в 17 км от административного центра воеводства города Краков.
В 1975—1998 годах село входило в состав Краковского воеводства.

## Население
По состоянию на 2013 год в селе проживало 1315 человек.
| 2010 | 2013 |
| ---- | ---- |
| 1246 | 1315 |

| Перепись  | Всего   | Всего | Женщины | Женщины | Мужчины | Мужчины |
| --------- | ------- | ----- | ------- | ------- | ------- | ------- |
| Единицы   | человек | %     | человек | %       | человек | %       |
| Население | 1315    | 100   | 666     |         | 649     |         |

## Социальная структура
В селе действуют начальная школа имени Фаустины Ковальской, сельская пожарная часть и ипподром.

## Достопримечательности
- Церковь Пресвятой Девы Марии Королевы Польши.